# Удельный импульс
Уде́льный и́мпульс (удельная тяга, удельный импульс двигателя, объёмный удельный импульс двигателя) — ряд эквивалентных, но отличающихся на постоянный размерный множитель показателей эффективности реактивного двигателя в совокупности с используемым ракетным топливом (топливной пары, рабочего тела). Чёткое терминологическое разделение данных понятий отсутствует, что может приводить к путанице.

## Терминологическое определение
Термины «удельный импульс» и «удельная тяга» определяют одну и ту же величину с разных сторон: 
1. Удельный импульс есть отношение доли импульса, создаваемого двигателем, к условному весу затраченной доли топлива на уровне моря, измеряемое в секундах;
2. Удельная тяга есть отношение тяги двигателя к условному весовому (на уровне моря) расходу топлива, измеряемое в секундах[2].

Если в таком определении тяга измеряется в килограмм-силах (кгс), а весовой расход рабочего тела — в килограмм-силах в секунду (кгс/с), размерность удельного импульса будет выражена в секундах: кгс/(кгс/с) = с. Выражение удельного импульса в секундах обычно встречается в традиционной научно-технической литературе.
Удельный импульс (тяги) двигателя в СИ есть отношение тяги двигателя, выраженной в ньютонах (Н), к массовому расходу топлива (или рабочего тела), измеряемому в килограммах массы в секунду (кг/с), поэтому размерность удельного импульса будет выражена в метрах в секунду: Н/(кг/с) = кг·м/с2/(кг/с) = м/с. Удельный импульс двигателя соответствует эффективной скорости истечения рабочего тела, если предполагать, что всё рабочее тело выбрасывается двигателем строго против вектора тяги с одинаковой скоростью, а взаимодействие с атмосферой посредством разницы давлений с выходом сопла отсутствует. Так как килограмм-сила больше ньютона в g раз (g ≈ 9,81 м/с2 — стандартное ускорение свободного падения на уровне моря), то удельный импульс, выраженный в м/с, численно больше удельного импульса, выраженного в секундах, приблизительно в 9,81 раз.
Объёмный удельный импульс двигателя есть отношение тяги двигателя к объёмному расходу топлива (или рабочего тела), измеряемое в кг/(м2 с). Отношение объёмного удельного импульса двигателя к удельному импульсу двигателя равно плотности топлива (или рабочего тела).

## Математические определения
Удельный импульс (удельная тяга) по определению равен:
{\displaystyle P_{\text{у}}={\frac {v_{a{\text{эф}}}{\text{d}}m_{\text{т}}}{g_{0}{\text{d}}t}}={\frac {P}{{\dot {m}}_{\text{т}}g_{0}}}={\frac {J_{\text{у}}}{g_{0}}},}
где
- {\displaystyle v_{a{\text{эф}}}} — эффективная скорость истечения рабочего тела, м/с;
- {\displaystyle P} — тяга двигателя, Н;
- {\displaystyle g_{0}} — ускорение свободного падения на уровне моря, м/с2;
- {\displaystyle {\dot {m}}_{\text{т}}={\text{d}}m_{\text{т}}/{\text{d}}t} — массовый расход рабочего тела, кг/с.

Удельный импульс двигателя по определению равен
{\displaystyle J_{\text{у}}={\frac {P}{{\dot {m}}_{\text{т}}}}=v_{a{\text{эф}}}.}
Объёмный удельный импульс двигателя по определению равен
{\displaystyle J_{\text{уV}}={\frac {P}{{\dot {V}}_{\text{т}}}}=J_{\text{у}}\rho ,}
где {\displaystyle \rho } — плотность топлива, кг/м3.
В определениях выше тяга двигателя {\displaystyle P} подразумевается фактическая в тех условиях, для которых эти величины определяются. В зависимости от давления окружающей среды, тяга двигателя отличается от расчётной по соотношению
{\displaystyle P=P_{0}+(p_{a}-p)S,}
где
- {\displaystyle P_{0}} — расчетная тяга двигателя, когда давление на выходе сопла совпадает с давлением газа окружающей среды, Н;
- {\displaystyle p_{a}} — давление на выходном сечении сопла, Па;
- {\displaystyle p} — давление невозмущённой окружающей среды, Па;
- {\displaystyle S} — площадь выходного сечения сопла, м2.

Таким образом, определение удельного импульса двигателя через расчётную тягу выражается как
{\displaystyle J_{\text{у}}={\frac {P_{0}}{{\dot {m}}_{\text{т}}}}+{\frac {(p_{a}-p)S}{{\dot {m}}_{\text{т}}}}=v_{a}+{\frac {(p_{a}-p)S}{{\dot {m}}_{\text{т}}}},}
где {\displaystyle v_{a}} — расчётный удельный импульс двигателя, равный скорости выбрасывания рабочего тела двигателем. Примерное значение этой скорости для двигателей, использующих газообразное рабочее тело, определяется выражением, известном у студентов как «Ы-формула» (поскольку её вариант появлялся на экране в фильме «Операция „Ы“ и другие приключения Шурика»):
{\displaystyle v_{a}={\sqrt {{\frac {2\gamma }{\gamma -1}}R'T_{\text{ос}}\left[1-\left({\frac {p_{a}}{p_{\text{ос}}}}\right)^{\frac {\gamma -1}{\gamma }}\right]}},}
где
- {\displaystyle \gamma } — показатель адиабаты выбрасываемого рабочего тела;
- {\displaystyle R'=R/\mu } — индивидуальная газовая постоянная, Дж/(К·кг);
  - {\displaystyle R} —  универсальная газовая постоянная;
  - {\displaystyle \mu } — средняя молекулярная масса выбрасываемого рабочего тела;
- {\displaystyle T_{\text{ос}}}, {\displaystyle p_{\text{ос}}} — температура и давление газа на входе в сужающуюся часть сопла, К и Па.

## Сравнение эффективности разных типов двигателей
Удельный импульс является важным параметром двигателя, характеризующим его эффективность. Эта величина не связана напрямую с энергетической эффективностью топлива и тягой двигателя. Например, ионные двигатели имеют очень небольшую тягу, но благодаря высокому удельному импульсу находят применение в качестве маневровых двигателей в космической технике.
Для химических воздушно-реактивных двигателей (ВРД) величина удельного импульса на порядок выше, чем у химических ракетных двигателей за счёт того, что окислитель и, следовательно, большая часть рабочего тела — атмосферный воздух — поступает из окружающей среды и его расход не учитывается в формуле расчёта импульса, в которой фигурирует только массовый расход горючего. Однако использование окружающей среды при больших скоростях движения вызывает вырождение ВРД — их удельный импульс падает с ростом скорости. Приведённое в таблице значение соответствует дозвуковым скоростям.
Приведённое значение удельного импульса для жидкостных ракетных двигателей (ЖРД) соответствует показателям эффективности современных кислородно-водородных ЖРД в вакууме. Наибольшее значение, когда-либо продемонстрированное на практике, было получено с использованием трёхкомпонентной схемы литий/водород/фтор и составляет 542 секунды (5320 м/с), но ей не было найдено практического применения по причине технологических трудностей.
| Двигатель                          | Удельный импульс двигателя                                     | Удельная тяга |
| Двигатель                          | м/с                                                            | с             |
| ---------------------------------- | -------------------------------------------------------------- | ------------- |
| Газотурбинный реактивный двигатель | 30 000 (окислитель и рабочее тело берётся из окружающей среды) | 3 000         |
| Твердотопливный ракетный двигатель | 2650                                                           | 270           |
| Жидкостный ракетный двигатель      | 4600                                                           | 470           |
| Электрический ракетный двигатель   | 10 000—100 000                                                 | 1000—10 000   |
| Ионный двигатель                   | 30 000                                                         | 3000          |
| Плазменный двигатель               | 290 000                                                        | 30 000        |